# Jellystone!
A Jellystone! 2021 és 2025 között vetített amerikai animációs vígjátéksorozat, amelyet C. H. Greenblatt alkotott, a Hanna-Barbera karakterei alapján.
Amerikában
2021. július 29-én az HBO Max, míg Magyarországon a Cartoon Network mutatta be 2021. december 13-án.

## Ismertető
A sorozat Foxi Maxi, Maci Laci, Kutyapa, Belekuty, Jabberjaw, Loopy De Loop, Magilla Gorilla, Turpi úrfi és El Kabong életét mutatja be.

## Szereplők
| Szereplő                                      | Eredeti hang                                                     | Magyar hang                                                                     | Eredeti megjelenése                                    |
| --------------------------------------------- | ---------------------------------------------------------------- | ------------------------------------------------------------------------------- | ------------------------------------------------------ |
| Maci Laci                                     | Jeff Bergman                                                     | Faragó András                                                                   | Foxi Maxi / Maci Laci                                  |
| Alfi Gátor                                    | Jeff Bergman                                                     | Várkonyi András                                                                 | Wally Gator                                            |
| Dirty Dawg                                    | Jeff Bergman                                                     | Várkonyi András                                                                 | The Kwicky Koala Show                                  |
| Mr. Jinx (1-2. évad) / Kandúr Bandi (3. évad) | Jeff Bergman                                                     | Harcsik Róbert                                                                  | Foxi Maxi                                              |
| Lippy Ori                                     | Jeff Bergman                                                     | Forgács Gábor                                                                   | Lippy the Lion and Hardy Har Har                       |
| Smith                                         | Jeff Bergman                                                     |                                                                                 | Foxi Maxi / Maci Laci                                  |
| Kovakövi Frédi                                | Jeff Bergman                                                     |                                                                                 | Frédi és Béni, avagy a két kőkorszaki szaki            |
| Ork                                           | Jeff Bergman                                                     |                                                                                 | Moby Dick and Mighty Mightor                           |
| George Jetson                                 | Jeff Bergman                                                     |                                                                                 | A Jetson család                                        |
| Blip                                          | Jeff Bergman                                                     |                                                                                 | Űrszellem                                              |
| Ookla                                         | Jeff Bergman                                                     | saját hangján                                                                   | Thundarr the Barbarian                                 |
| Gus Holiday                                   | Jeff Bergman                                                     |                                                                                 | The Roman Holidays                                     |
| Tundro                                        | Jeff Bergman                                                     |                                                                                 | The Herculoids                                         |
| Bubu                                          | C.H. Greenblatt                                                  | Elek Ferenc                                                                     | Foxi Maxi / Maci Laci                                  |
| Kutyapa                                       | C.H. Greenblatt                                                  | Dolmány Attila Szentirmai Zsolt (ének)                                          | Augie Doggie and Doggie Daddy                          |
| Peti Potamus                                  | C.H. Greenblatt                                                  | Bodrogi Attila (1. és 3. évad) Hegedűs Miklós (2. évad)                         | The Peter Potamus Show                                 |
| Pepi / Benny                                  | C.H. Greenblatt                                                  | Berkes Bence ? (3. évad, 35. rész)                                              | Turpi úrfi                                             |
| Drooper                                       | C.H. Greenblatt                                                  | Berkes Bence                                                                    | The Banana Splits                                      |
| Yippee                                        | C.H. Greenblatt                                                  |                                                                                 | The Peter Potamus Show                                 |
| Woofer                                        | C.H. Greenblatt                                                  |                                                                                 | Clue Club                                              |
| Nagy Majom / Maki                             | C.H. Greenblatt                                                  |                                                                                 | The Great Grape Ape Show                               |
| Mr. Szmog                                     | C.H. Greenblatt                                                  |                                                                                 | Maci Laci és a nagy csapat                             |
| Gilly                                         | C.H. Greenblatt                                                  |                                                                                 | Goober and the Ghost Chasers                           |
| Dínó fiú                                      | C.H. Greenblatt                                                  |                                                                                 | Űrszellem                                              |
| Mini Egér                                     | C.H. Greenblatt                                                  |                                                                                 | Magilla Gorilla                                        |
| Tom                                           | C.H. Greenblatt                                                  |                                                                                 | Moby Dick and Mighty Mightor                           |
| Muszkli-Doo (Scrappy-Doo)                     | C.H. Greenblatt                                                  | Kapácsy Miklós                                                                  | Scooby-Doo és Scrappy-Doo                              |
| Lady Constance                                | C.H. Greenblatt                                                  | Wessely-Simonyi Réka                                                            | The Three Musketeers                                   |
| Ariel                                         | C.H. Greenblatt                                                  |                                                                                 | Thundarr the Barbarian                                 |
| Fred Fredburger                               | C.H. Greenblatt                                                  |                                                                                 | Billy és Mandy kalandjai a kaszással                   |
| Ur Démon                                      | C.H. Greenblatt                                                  |                                                                                 | The Buford Files                                       |
| Dorno                                         | C.H. Greenblatt                                                  |                                                                                 | The Herculoids                                         |
| Foxi Maxi                                     | Jim Conroy                                                       | Varga Rókus Szentirmai Zsolt (ének)                                             | Foxi Maxi                                              |
| Barlangos kapitány / Barlangi kapitány        | Jim Conroy                                                       | Varga Rókus                                                                     | Captain Caveman and the Teen Angels                    |
| Yahooey                                       | Jim Conroy                                                       |                                                                                 | The Peter Potamus Show                                 |
| Bleep                                         | Jim Conroy                                                       |                                                                                 | Josie and the Pussycats in Outer Space                 |
| Pa Rugg                                       | Jim Conroy                                                       |                                                                                 | Atom Anti                                              |
| Bingo                                         | Jim Conroy                                                       |                                                                                 | The Banana Splits                                      |
| Irdatlan Izomagy                              | Jim Conroy                                                       |                                                                                 | Moby Dick and Mighty Mightor                           |
| Speed Buggy                                   | Jim Conroy                                                       |                                                                                 | Speed Buggy                                            |
| Zorak                                         | Jim Conroy                                                       |                                                                                 | Űrszellem                                              |
| Ugh                                           | Jim Conroy                                                       |                                                                                 | Űrszellem                                              |
| Tod Devlin                                    | Jim Conroy                                                       |                                                                                 | Devlin                                                 |
| Michael Murphy kapitány                       | Jim Conroy                                                       | Kajtár Róbert                                                                   | Sealab 2020                                            |
| Frankenstein Jr.                              | Jim Conroy                                                       |                                                                                 | Frankenstein Jr. and The Impossibles                   |
| Robot Jones                                   | Jim Conroy                                                       |                                                                                 | Whatever Happened to… Robot Jones?                     |
| Belekuty                                      | Georgie Kidder                                                   | Hermann Lilla                                                                   | Augie Doggie and Doggie Daddy                          |
| Okoska                                        | Georgie Kidder                                                   | Hermann Lilla (1. hang) Andrádi Zsanett (2. és 4. hang) Szabó Zselyke (3. hang) | Turpi úrfi                                             |
| Floral Rugg                                   | Georgie Kidder                                                   |                                                                                 | Atom Anti                                              |
| Szimat                                        | Georgie Kidder                                                   | ? (1-2. évad) Szabó Zselyke (3. évad)                                           | Snooper and Blabber                                    |
| Brenda Chance                                 | Georgie Kidder                                                   |                                                                                 | Captain Caveman and the Teen Angels                    |
| Kitty Jo                                      | Georgie Kidder                                                   | Andrádi Zsanett                                                                 | Cattanooga Cats                                        |
| Kadi Mari / Szirén Szemét                     | Georgie Kidder                                                   |                                                                                 | Maci Laci és a nagy csapat                             |
| Csonkítós Daisy                               | Georgie Kidder                                                   |                                                                                 | Scooby-Doo Rajzfilmolimpia                             |
| Kacérka                                       | Georgie Kidder                                                   |                                                                                 | The Adventures of Gulliver                             |
| Rosemary                                      | Georgie Kidder                                                   |                                                                                 | Hong Kong Phooey                                       |
| Judy Jetson                                   | Georgie Kidder                                                   |                                                                                 | A Jetson család                                        |
| Jan                                           | Georgie Kidder                                                   |                                                                                 | Űrszellem                                              |
| Sandy Devlin                                  | Georgie Kidder                                                   | Sági Tímea                                                                      | Devlin                                                 |
| Nyegleó                                       | Dana Snyder                                                      | Harcsik Róbert                                                                  | The Quick Draw McGraw Show / Maci Laci                 |
| Touché Teknőc                                 | Dana Snyder                                                      |                                                                                 | Touché Turtle and Dum Dum                              |
| Tubb                                          | Dana Snyder                                                      | Kisfalusi Lehel                                                                 | Moby Dick and Mighty Mightor                           |
| Barika                                        | Dana Snyder                                                      | Haffner Anikó (2. évad) ? (3. évad, 31. rész)                                   | Cattanooga Cats                                        |
| Morocco Vakond                                | Dana Snyder                                                      | ? (2. évad) Kapácsy Miklós (3. évad)                                            | Secret Squirrel                                        |
| Puhány Kutyám Szunyál úr                      | Dana Snyder                                                      | Seder Gábor                                                                     | Eredeti karakter                                       |
| ifjú Barlangos                                | Dana Snyder                                                      | Berkes Bence                                                                    | Frédi és Béni, avagy a kőkorszaki buli                 |
| Tinker                                        | Dana Snyder                                                      |                                                                                 | Speed Buggy                                            |
| Weirdly Gruesome                              | Dana Snyder                                                      | Szentirmai Zsolt                                                                | Frédi és Béni, avagy a két kőkorszaki szaki            |
| Pletykás boszorka                             | Dana Snyder                                                      | ? (2. évad) Kokas Piroska (3. évad)                                             | Maci Laci és a nagy csapat                             |
| Lazamacs                                      | Dana Snyder                                                      | Kisfalusi Lehel                                                                 | CB Bears                                               |
| Mardel                                        | Dana Snyder                                                      |                                                                                 | Flúgos futam                                           |
| Ted                                           | Dana Snyder                                                      |                                                                                 | Goober and the Ghost Chasers                           |
| Charlie, a robot                              | Dana Snyder                                                      |                                                                                 | Scooby-Doo, merre vagy?                                |
| Álruhás Elefánt                               | Dana Snyder                                                      | Forgács Gábor                                                                   | CB Bears                                               |
| Paprika                                       | Dana Snyder                                                      |                                                                                 | Boci és Pipi                                           |
| Titkos mókus                                  | Dana Snyder                                                      |                                                                                 | Secret Squirrel                                        |
| Dömper-orr                                    | Dana Snyder                                                      | Kajtár Róbert                                                                   | Maci Laci – Kalandok az űrben                          |
| Maxi Kandúr                                   | Dana Snyder                                                      |                                                                                 | Magilla Gorilla                                        |
| Szikla Szilárd                                | Dana Snyder                                                      |                                                                                 | Frédi és Béni, avagy a kőkorszaki buli                 |
| Biskitt                                       | Dana Snyder                                                      |                                                                                 | The Biskitts                                           |
| Cindy Maci                                    | Grace Helbig                                                     | Zsigmond Tamara                                                                 | Maci Laci                                              |
| Nagyi                                         | Grace Helbig                                                     |                                                                                 | Atom Anti                                              |
| Yappy                                         | Grace Helbig                                                     |                                                                                 | The Peter Potamus Show                                 |
| Taffy Dare                                    | Grace Helbig                                                     | Sági Tímea                                                                      | Captain Caveman and the Teen Angels                    |
| Cindy könyve                                  | Grace Helbig                                                     | Zsigmond Tamara                                                                 | Eredeti karakter                                       |
| Tana                                          | Grace Helbig                                                     |                                                                                 | Valley of the Dinosaurs                                |
| Jabberjaw / Locsifecsi                        | Niccole Thurman                                                  | Andrádi Zsanett                                                                 | Jabberjaw                                              |
| Polipka                                       | Niccole Thurman                                                  | Sági Tímea                                                                      | Secret Squirrel                                        |
| Dee Dee Sykes                                 | Niccole Thurman                                                  |                                                                                 | Captain Caveman and the Teen Angels                    |
| Varázsnyúl                                    | Niccole Thurman                                                  | Kisfalusi Lehel                                                                 | Scooby-Doo Rajzfilmolimpia                             |
| Zelda, a strucc                               | Niccole Thurman                                                  |                                                                                 | CB Bears                                               |
| Gara                                          | Niccole Thurman                                                  |                                                                                 | Valley of the Dinosaurs                                |
| Penny                                         | Niccole Thurman                                                  |                                                                                 | Secret Squirrel                                        |
| Tara                                          | Niccole Thurman                                                  |                                                                                 | The Herculoids                                         |
| El Kabong                                     | Bernardo de Paula                                                | Csőre Gábor (1-2. évad) Szabó Máté (3. évad)                                    | The Quick Draw McGraw Show                             |
| Mamlasz / Nyafizós Farkinc / Ragyás           | Bernardo de Paula                                                |                                                                                 | Cattanooga Cats                                        |
| Fecsi                                         | Bernardo de Paula                                                | ? (1-2. évad) Katona Zoltán (3. évad)                                           | Snooper and Blabber                                    |
| A király                                      | Bernardo de Paula                                                | Csőre Gábor (1. évad) ? (3. évad)                                               | CB Bears                                               |
| Swipe kapitány / Elcsen kapitány              | Bernardo de Paula                                                | Szabó Máté (2. évad) ? (3. évad)                                                | Maci Laci és a nagy csapat                             |
| Packázós Polip                                | Bernardo de Paula                                                |                                                                                 | Scooby-Doo Rajzfilmolimpia                             |
| Spot                                          | Bernardo de Paula                                                |                                                                                 | Hong Kong Phooey                                       |
| Moltar                                        | Bernardo de Paula                                                |                                                                                 | Űrszellem                                              |
| Cindy autója                                  | Bernardo de Paula                                                | Kapácsy Miklós                                                                  | Eredeti karakter                                       |
| Füsti                                         | Bernardo de Paula                                                |                                                                                 | The Impossibles                                        |
| Bab Gary                                      | Bernardo de Paula                                                | Szabó Máté                                                                      | Eredeti karakter                                       |
| Belső terapeuta                               | Bernardo de Paula                                                | Szabó Máté                                                                      | Eredeti karakter                                       |
| Háp-háp / Hápi                                | Katie Grober                                                     | Csifó Dorina                                                                    | Maci Laci                                              |
| Shag Rugg                                     | Ron Funches                                                      | Seder Gábor                                                                     | Atom Anti                                              |
| Hong Kong Phooey                              | Ron Funches                                                      |                                                                                 | Hong Kong Phooey                                       |
| Astro                                         | Ron Funches                                                      |                                                                                 | A Jetson család                                        |
| Szív                                          | Ron Funches                                                      | Baráth István                                                                   | Eredeti karakter                                       |
| Loopy De Loop                                 | Ulka Simone Mohanty                                              | Wessely-Simonyi Réka                                                            | Loopy De Loop                                          |
| Kupidó (Orbitty)                              | Ulka Simone Mohanty                                              |                                                                                 | A Jetson család                                        |
| Elektra                                       | Ulka Simone Mohanty                                              |                                                                                 | Teen Force                                             |
| Bronty                                        | Ulka Simone Mohanty                                              |                                                                                 | Űrszellem                                              |
| Scooby, a fóka                                | Ulka Simone Mohanty                                              |                                                                                 | Moby Dick and Mighty Mightor                           |
| Gloop                                         | Ulka Simone Mohanty                                              |                                                                                 | The Herculoids                                         |
| Bobbie Louie                                  | Jenny Lorenzo                                                    | ? (1-2. évad) Bogdányi Titanilla (3. évad, 1. rész) ? (3. évad, 5. rész)        | The Quick Draw McGraw Show                             |
| Hardy Har Har                                 | Jenny Lorenzo                                                    |                                                                                 | Lippy the Lion and Hardy Har Har                       |
| Csucsu                                        | Jenny Lorenzo                                                    | Sipos Eszter Anna                                                               | Turpi úrfi                                             |
| Spooky                                        | Jenny Lorenzo                                                    |                                                                                 | Turpi úrfi                                             |
| Pixie                                         | Jenny Lorenzo                                                    | Horváth Vilmos Zoltán                                                           | Foxi Maxi                                              |
| Tina                                          | Jenny Lorenzo                                                    |                                                                                 | Goober and the Ghost Chasers                           |
| Magilla Gorilla                               | Paul F. Tompkins                                                 | Kapácsy Miklós                                                                  | Magilla Gorilla                                        |
| Fleegle                                       | Paul F. Tompkins                                                 |                                                                                 | The Banana Splits                                      |
| J. Wimple Dimple                              | Paul F. Tompkins                                                 |                                                                                 | Magilla Gorilla                                        |
| Funky Fantom                                  | Paul F. Tompkins                                                 | Csőre Gábor                                                                     | The Funky Phantom                                      |
| Kwicky Koala                                  | Paul F. Tompkins                                                 |                                                                                 | The Kwicky Koala Show                                  |
| Gorok                                         | Paul F. Tompkins                                                 |                                                                                 | Valley of the Dinosaurs                                |
| Lok                                           | Paul F. Tompkins                                                 |                                                                                 | Valley of the Dinosaurs                                |
| Gemini                                        | Paul F. Tompkins                                                 |                                                                                 | Thundarr the Barbarian                                 |
| Shazzan                                       | Fajer Al-Kaisi                                                   | Horváth Vilmos Zoltán                                                           | Shazzan                                                |
| Hadji                                         | Fajer Al-Kaisi                                                   | Szentirmai Zsolt (1-2. évad) ? (3. évad)                                        | Jonny Quest                                            |
| Három Centis Nyomozó                          | Fajer Al-Kaisi                                                   | ? (2. évad) Szatmári Attila (3. évad)                                           | Inch High, Private Eye                                 |
| Hapták kacsa                                  | Fajer Al-Kaisi                                                   |                                                                                 | Maci Laci – Kalandok az űrben / Maci Laci a világűrben |
| Glump                                         | Fajer Al-Kaisi                                                   |                                                                                 | Valley of the Dinosaurs                                |
| Gleep                                         | Fajer Al-Kaisi                                                   |                                                                                 | The Herculoids                                         |
| Igoo                                          | Fajer Al-Kaisi                                                   |                                                                                 | The Herculoids                                         |
| Klunk (Dagi)                                  | Fajer Al-Kaisi (2. évad) Jim Conroy (3. évad)                    |                                                                                 | Süsü keselyűk                                          |
| Winsome boszi                                 | Lesley Nicol                                                     | Kokas Piroska                                                                   | Secret Squirrel                                        |
| Főmacsek                                      | Thomas Lennon                                                    | Szabó Máté                                                                      | Turpi úrfi                                             |
| Ma Rugg                                       | Angelique Perrin                                                 |                                                                                 | Atom Anti                                              |
| Chopper                                       | Angelique Perrin                                                 | Kokas Piroska                                                                   | Maci Laci                                              |
| Fancy Fancy                                   | Andrew Frankel                                                   | Szabó Andor ? (a 3. évad 5. részében anyucinak öltözve)                         | Turpi úrfi                                             |
| Johnny Quest                                  | Andrew Frankel                                                   | Seder Gábor (2. évad) ? (3. évad)                                               | Jonny Quest                                            |
| Reddy                                         | Jakari Fraser                                                    | ? (1. évad) Kisfalusi Lehel (2. évad) ? (3. évad)                               | The Ruff and Reddy Show                                |
| Ruff                                          | Oscar Reyez                                                      | ? (1. évad) Kisfalusi Lehel (3. évad)                                           | The Ruff and Reddy Show                                |
| Űrszellem                                     | Paul F. Tompkins (2. évad) George Lowe (3. évad)                 |                                                                                 | Űrszellem                                              |
| Moby Dick                                     | Paul F. Tompkins (2. évad) Dana Snyder (3. évad)                 |                                                                                 | Moby Dick and Mighty Mightor                           |
| Kavicsi Béni                                  | Paul F. Tompkins (2. évad) Jim Conroy (3. évad)                  | ? (2. évad) Varga Rókus (3. évad)                                               | Frédi és Béni, avagy a két kőkorszaki szaki            |
| Kék Sólyom                                    | Rob Riggle                                                       | Pál Tamás (2. évad) ? (3. évad)                                                 | Dynomutt, Dog Wonder                                   |
| Gézengúz Guszti                               | Dwight Schultz                                                   | Bódy Gergely                                                                    | Flúgos futam                                           |
| Dinky Dalton                                  | Dwight Schultz (3. évad, 6. rész) Rob Riggle (3. évad, 32. rész) | ? (3. évad, 6. rész) Baráth István (3. évad, 32. rész)                          | The Quick Draw McGraw Show                             |
| Race Bannon                                   | Diedrich Bader                                                   |                                                                                 | Jonny Quest                                            |
| Nagy Gazoo                                    | Flula Borg                                                       | Szentirmai Zsolt                                                                | Frédi és Béni, avagy a két kőkorszaki szaki            |
| Country                                       | Scott Whyte                                                      | Szentirmai Zsolt                                                                | Cattanooga Cats                                        |
| Kiskavics                                     | SungWon Cho                                                      |                                                                                 | Moby Dick and Mighty Mightor                           |
| Bozont Rogers                                 | Matthew Lillard                                                  | Kisfalusi Lehel                                                                 | Scooby-Doo, merre vagy?                                |
| Vilma Dinkley                                 | Kate Micucci                                                     | Zsigmond Tamara                                                                 | Scooby-Doo, merre vagy?                                |
| Fred Jones                                    | Frank Welker                                                     |                                                                                 | Scooby-Doo, merre vagy?                                |
| Dexter computere                              | Frank Welker                                                     | Wessely-Simonyi Réka / Hegedűs Miklós                                           | Dexter laboratóriuma                                   |
| Majom                                         | Frank Welker                                                     | saját hangján                                                                   | Dexter laboratóriuma                                   |
| Brak                                          | Andy Merrill                                                     |                                                                                 | Űrszellem                                              |
| Jace                                          | Andy Merrill                                                     |                                                                                 | Űrszellem                                              |
| Jane Jetson                                   | Annie Mumolo                                                     | Bogdányi Titanilla                                                              | A Jetson család                                        |
| Rosie                                         | Annie Mumolo                                                     | Sági Tímea                                                                      | A Jetson család                                        |
| SoSo                                          | George Takei                                                     |                                                                                 | The Peter Potamus Show                                 |
| Susan, a gitár                                | Melissa Villaseñor                                               | Böhm Anita                                                                      | Eredeti karakter                                       |
| Alfy Gator                                    | Maxwell Atoms                                                    | Gacsal Ádám                                                                     | Maci Laci                                              |
| Zandor                                        | Maxwell Atoms                                                    |                                                                                 | The Herculoids                                         |
| Ernie Devlin                                  | Kyle Bomhelmer                                                   |                                                                                 | Devlin                                                 |
| Guri                                          | Brian Posehn                                                     | Forgács Gábor                                                                   | Wheelie and the Chopper Bunch                          |
| Thundarr, a barbár                            | Connor Ratliff                                                   |                                                                                 | Thundarr the Barbarian                                 |
| Truffles                                      | Tara Strong                                                      |                                                                                 | Chowder                                                |
| Puszedli                                      | Tara Strong                                                      | Vadász Bea                                                                      | Pindúr pandúrok                                        |
| Sziporka                                      | Cathy Cavadini                                                   | Törtei Tünde                                                                    | Pindúr pandúrok                                        |
| Csuporka                                      | E.G. Daily                                                       | Kiss Virág                                                                      | Pindúr pandúrok                                        |
| Mohó Jojó                                     | Roger L. Jackson                                                 | Németh Gábor                                                                    | Pindúr pandúrok                                        |
| Bogármester                                   | Tom Kenny                                                        |                                                                                 | Pindúr pandúrok                                        |
| Narrátor                                      | Tom Kenny                                                        | Pál Tamás                                                                       | Pindúr pandúrok                                        |
| Eduardo                                       | Tom Kenny                                                        |                                                                                 | Fosterék háza képzeletbeli barátoknak                  |
| Frankie Foster                                | Grey DeLisle                                                     |                                                                                 | Fosterék háza képzeletbeli barátoknak                  |
| Mandy                                         | Grey DeLisle                                                     | Wessely-Simonyi Réka                                                            | Billy és Mandy kalandjai a kaszással                   |
| Kaszás                                        | Greg Eagles                                                      |                                                                                 | Billy és Mandy kalandjai a kaszással                   |
| Billy                                         | Richard Steven Horvitz                                           | Fekete Zoltán                                                                   | Billy és Mandy kalandjai a kaszással                   |
| Mogar                                         | Richard Steven Horvitz                                           |                                                                                 | Billy és Mandy kalandjai a kaszással                   |
| Rodney J. Squirrel                            | Richard Steven Horvitz                                           |                                                                                 | Mókus fiú                                              |
| Hector Con Carne                              | Phil LaMarr                                                      |                                                                                 | Gonosz Con Carne                                       |
| Szamuráj Jack                                 | Phil LaMarr                                                      |                                                                                 | Szamuráj Jack                                          |
| Bumm                                          | Phil LaMarr                                                      |                                                                                 | Fosterék háza képzeletbeli barátoknak                  |
| Sajt                                          | Candi Milo                                                       |                                                                                 | Fosterék háza képzeletbeli barátoknak                  |
| Dexter                                        | Candi Milo                                                       | Markovics Tamás                                                                 | Dexter laboratóriuma                                   |
| Dee Dee                                       | Kathryn Cressida                                                 | Molnár Ilona                                                                    | Dexter laboratóriuma                                   |
| Glory őrnagy                                  | Rob Paulsen                                                      |                                                                                 | Dexter laboratóriuma                                   |
| Johnny Bravo                                  | Jeff Bennett                                                     |                                                                                 | Johnny Bravo                                           |
| Ász                                           | Jeff Bennett                                                     |                                                                                 | Pindúr pandúrok                                        |

### Magyar változat
- Bemondó: Kisfalusi Lehel
- Magyar szöveg: Ottlik Gabriella, Fehérvári Laura
- Szinkronrendező: Wessely-Simonyi Réka
- További magyar hangok: Majorfalvi Bálint, Pap Katalin, Sipos Eszter Anna, Sörös Miklós

A szinkront a Digital Media Services készítette.

## Évados áttekintés
| Évad | Évad | Epizódok | Eredeti sugárzás  | Eredeti sugárzás  | Magyar sugárzás     | Magyar sugárzás      |
| Évad | Évad | Epizódok | Évadpremier       | Évadfinálé        | Évadpremier         | Évadfinálé           |
| ---- | ---- | -------- | ----------------- | ----------------- | ------------------- | -------------------- |
|      | 1    | 21       | 2021. július 29.  | 2021. október 21. | 2021. december 13.  | 2022. szeptember 16. |
|      | 2    | 19       | 2022. március 17. | 2022. március 17. | 2022. szeptember 5. | 2022. szeptember 16. |
|      | 3    | 37       | 2024. február 22. | 2025. március 6.  | 2024. április 8.    | 2025. augusztus 2.   |

## Epizódok

### 1. évad
| #   | #   | Eredeti cím                         | Magyar cím                   | Rendezte         | Írta             | Eredeti premier   | Magyar premier       |
| --- | --- | ----------------------------------- | ---------------------------- | ---------------- | ---------------- | ----------------- | -------------------- |
| 1.  | 1.  | Yogi's Tummy Trouble                | Maci Laci pocija             | C. H. Greenblatt | C. H. Greenblatt | 2021. július 29.  | 2021. december 13.   |
| 1.  | 1.  | Gorilla in Our Midst                | Majom bonyodalom             | Careen Ingle     | Ian Wasseluk     | 2021. július 29.  | 2021. december 13.   |
| 2.  | 2.  | Boo Boots                           | Bubu csizmája                | Aaron Austin     | Ian Mutchler     | 2021. július 29.  | 2021. december 14.   |
| 2.  | 2.  | My Doggie Dave                      | Barátom, Dave                | Aaron Austin     | C. H. Greenblatt | 2021. július 29.  | 2021. december 14.   |
| 3.  | 3.  | A Coconut to Remember               | Emlékezetes kókuszdió        | Hannah Ayoubi    | Hannah Ayoubi    | 2021. július 29.  | 2021. december 15.   |
| 3.  | 3.  | Grocery Store                       | Csemegebolt                  | Careen Ingle     | Careen Ingle     | 2021. július 29.  | 2021. december 15.   |
| 4.  | 4.  | Must Be Jelly                       | Zselésítés                   | Hannah Ayoubi    | Kaitlyn Graziano | 2021. július 29.  | 2021. december 16.   |
| 4.  | 4.  | Cats Do Dance                       | A macska igenis tud táncolni | Careen Ingle     | Careen Ingle     | 2021. július 29.  | 2021. december 16.   |
| 5.  | 5.  | VIP Baby You Know Me                | Nagyon fontos klub           | Aaron Austin     | Melody Iza       | 2021. július 29.  | 2021. december 17.   |
| 5.  | 5.  | El Kabong's Kabong is Gone          | El Kabong visszatér          | Hannah Ayoubi    | Hannah Ayoubi    | 2021. július 29.  | 2021. december 17.   |
| 6.  | 6.  | Mr. Flabby Dabby Wabby Jabby        | Menjünk moziba               | Aaron Austin     | Ian Wasseluk     | 2021. július 29.  | 2021. december 18.   |
| 6.  | 6.  | Ice Ice Daddy                       | Újdonsült apuka              | Aaron Austin     | Ian Mutchler     | 2021. július 29.  | 2021. december 18.   |
| 7.  | 7.  | DNA, A-OK!                          | DNS? Az OK!                  | Careen Ingle     | Melody Iza       | 2021. július 29.  | 2021. december 19.   |
| 7.  | 7.  | Face of the Town!                   | A város arca                 | Aaron Austin     | Aaron Austin     | 2021. július 29.  | 2021. december 19.   |
| 8.  | 8.  | Cattanooga Cheese Explosion         | Pizza                        | Careen Ingle     | Yotam Perel      | 2021. július 29.  | 2021. december 20.   |
| 8.  | 8.  | Squish or Miss                      | Agyonnyomva                  | Hannah Ayoubi    | Kaitlyn Graziano | 2021. július 29.  | 2021. december 20.   |
| 9.  | 9.  | Gotta Kiss Them All                 | Barátvilág                   | Hannah Ayoubi    | Ben Gruber       | 2021. július 29.  | 2021. december 21.   |
| 9.  | 9.  | Jelly Wrestle Rumble!               | Pankrációs csihi-puhi        | Careen Ingle     | Aaron Austin     | 2021. július 29.  | 2021. december 21.   |
| 10. | 10. | A Fish Sticky Situation             | Halrudacska eladó            | Aaron Austin     | Ian Mutchler     | 2021. július 29.  | 2021. december 22.   |
| 10. | 10. | A Town Video: Welcome to Jellystone | Üdvözöljük Jellystone-ban!   | Aaron Austin     | Ian Wasseluk     | 2021. július 29.  | 2021. december 22.   |
| 11. | 11. | Spell Book                          | Éljen az édesség!            | Hannah Ayoubi    | Ben Gruber       | 2021. október 21. | 2022. szeptember 16. |

### 2. évad
| #   | #   | Eredeti cím                                   | Magyar cím                                           | Rendezte      | Írta                            | Eredeti premier   | Magyar premier       |
| --- | --- | --------------------------------------------- | ---------------------------------------------------- | ------------- | ------------------------------- | ----------------- | -------------------- |
| 22. | 1.  | Lady Danjjer: Is It Wrong to Long for Kabong? | Lady Veszély: Baj, hogy a szívem azt súgja "Kabong"? | Ian Wasseluk  | Hannah Ayoubi                   | 2022. március 17. | 2022. szeptember 5.  |
| 23. | 2.  | Baby Shenanigans                              | Bébi bajkeverők                                      | Hannah Ayoubi | Kaitlyn Graziano                | 2022. március 17. | 2022. szeptember 5.  |
| 24. | 3.  | Bleep                                         | Bleep                                                | Careen Ingle  | Kaitlyn Graziano                | 2022. március 17. | 2022. szeptember 6.  |
| 25. | 4.  | Yogi's Midlife Crisis                         | Maci Laci öregszik                                   | Careen Ingle  | Yotam Perel                     | 2022. március 17. | 2022. szeptember 6.  |
| 26. | 5.  | Jellystone Moon Platoon                       | Holdjárók                                            | Aaron Austin  | Aaron Austin                    | 2022. március 17. | 2022. szeptember 7.  |
| 27. | 6.  | The Sea Monster of Jellystone Cove            | Tengeriszörny                                        | Aaron Austin  | Ian Mutchler                    | 2022. március 17. | 2022. szeptember 7.  |
| 28. | 7.  | Business                                      | Biznisz                                              | Hannah Ayoubi | Meghan Lands                    | 2022. március 17. | 2022. szeptember 8.  |
| 29. | 8.  | Pants                                         | Nadrágok                                             | Hannah Ayoubi | Meghan Lands                    | 2022. március 17. | 2022. szeptember 8.  |
| 30. | 9.  | Uh Oh! It's a Burglar!                        | Ajjaj, betörő!                                       | Careen Ingle  | Careen Ingle                    | 2022. március 17. | 2022. szeptember 9.  |
| 31. | 10. | It's a Mad Mad Mad Rat Race                   | A kincs                                              | Careen Ingle  | Yotam Perel                     | 2022. március 17. | 2022. szeptember 9.  |
| 32. | 11. | The Brave Little Daddy                        | Az én bátor apukám                                   | Aaron Austin  | Ian Mutchler                    | 2022. március 17. | 2022. szeptember 12. |
| 33. | 12. | The Big Stink                                 | A nagy bűz                                           | Aaron Austin  | C. H. Greenblatt                | 2022. március 17. | 2022. szeptember 12. |
| 34. | 13. | Boo-Boo and Benny: Little Buddy Trouble       | Bubu és Benny: Legjobb barátok                       | Hannah Ayoubi | Hannah Ayoubi                   | 2022. március 17. | 2022. szeptember 13. |
| 35. | 14. | The Box Thief                                 | A doboztolvaj                                        | Hannah Ayoubi | C.H. Greenblatt                 | 2022. március 17. | 2022. szeptember 13. |
| 36. | 15. | Jailcation                                    | Börtönsziget                                         | Careen Ingle  | Ian Wasseluk                    | 2022. március 17. | 2022. szeptember 14. |
| 37. | 16. | Balloon Kids                                  | Ballon gyerekek                                      | Careen Ingle  | Careen Ingle                    | 2022. március 17. | 2022. szeptember 14. |
| 38. | 17. | Augie's Baby                                  | Belekuty babája                                      | Aaron Austin  | Meghan Lands                    | 2022. március 17. | 2022. szeptember 15. |
| 39. | 18. | Heroes and Capes                              | Hősök és köpönyegek                                  | Aaron Austin  | Yotam Perel                     | 2022. március 17. | 2022. szeptember 15. |
| 40. | 19. | Sweet Dreams                                  | Szép álmokat!                                        | Ian Wasseluk  | C.H. Greenblatt és Ian Wasseluk | 2022. március 17. | 2022. szeptember 16. |

### 3. évad
| #   | #   | Eredeti cím                        | Magyar cím                         | Rendezte                       | Írta                                        | Eredeti premier   | Magyar premier     |
| --- | --- | ---------------------------------- | ---------------------------------- | ------------------------------ | ------------------------------------------- | ----------------- | ------------------ |
| 41. | 1.  | Meet the Jetsons                   | A Jetson család                    | Ron Stanage                    | C.H. Greenblatt                             | 2024. február 22. | 2024. november 18. |
| 42. | 2.  | Disco Fever                        | Diszkóláz                          | Maxwell Atoms és Charlie Gavin | Meghan Lands, William Reiss és Ian Wasseluk | 2024. február 22. | 2024. április 8.   |
| 43. | 3.  | Cindy vs. Noodle Arms              | Cindy és a tésztakezűség szindróma | Maxwell Atoms és Charlie Gavin | Jordan Morris                               | 2024. február 22. | 2024. április 8.   |
| 44. | 4.  | Hot Guys, Cold Turkey              | Legényfogó cápa                    | Ron Stanage                    | Jordan Morris                               | 2024. február 22. | 2024. április 9.   |
| 45. | 5.  | Lotions 11                         | Viszketés elleni krém              | Ron Stanage                    | Maxwell Atoms                               | 2024. február 22. | 2024. április 9.   |
| 46. | 6.  | LAFF Games                         | A Rötyög verseny                   | Nathan Bulmer                  | C.H. Greenblatt                             | 2024. február 22. | 2024. április 10.  |
| 47. | 7.  | Frankenhooky                       | Ijesztgetős kísértetek             | Nathan Bulmer                  | Tyler Hendrix                               | 2024. február 22. | 2024. április 10.  |
| 48. | 8.  | Girl, You My Friend!               | Csajszi, te vagy a barátnőm        | Maxwell Atoms                  | William Reiss                               | 2024. február 22. | 2024. április 11.  |
| 49. | 9.  | Jellystone Noir                    | Jellystone fekete-fehérben         | Maxwell Atoms                  | Maxwell Atoms                               | 2024. február 22. | 2024. április 11.  |
| 50. | 10. | Vote Raspberry                     | Szavazz a málnára!                 | Nathan Bulmer                  | Ben Gruber                                  | 2024. február 22. | 2024. április 12.  |
| 51. | 11. | Collection Protection              | Peti gyűjteménye                   | Nathan Bulmer                  | Tyler Hendrix                               | 2024. február 22. | 2024. április 12.  |
| 52. | 12. | Mummy Knows Best                   | Anyu mindent jobban tud            | Kaitlyn Graziano               | Kevin Kramer                                | 2024. február 22. | 2024. november 19. |
| 53. | 13. | Augie-Mented Reality               | A Belekutty klón                   | Kaitlyn Graziano               | Kevin Kramer                                | 2024. február 22. | 2024. november 19. |
| 54. | 14. | Space Con                          | Űrszellem                          | Ron Stanage                    | Jordan Morris                               | 2024. február 22. | 2024. november 20. |
| 55. | 15. | Sha-Zogi                           | Ne kiabálj!                        | Ron Stanage                    | Jordan Morris                               | 2024. február 22. | 2024. november 20. |
| 56. | 16. | Lil' Honk Honks                    | Kis didaduda                       | Kaitlyn Graziano               | Kevin Kramer                                | 2024. február 22. | 2024. november 22. |
| 57. | 17. | Epic Rager                         | Epikus csapatás                    | Kaitlyn Graziano               | Maxwell Atoms                               | 2024. február 22. | 2024. november 22. |
| 58. | 18. | Snowdodio                          | Télidődődő                         | Nathan Bulmer                  | Maxwell Atoms                               | 2025. március 6.  | 2024. november 21. |
| 59. | 19. | Crisis on Infinite Mirths          | A Végtelen Vidámság Válsága        | Maxwell Atoms                  | Jordan Morris                               | 2025. március 6.  | 2025. augusztus 2. |
| 60. | 20. | Heavens to Murgatroyd              | Ágyő, Murgatroyd!                  | Ron Stanage                    | Jordan Morris                               | 2025. március 6.  | 2025. február 10.  |
| 61. | 21. | Spy Thriller                       | Kém-thriller                       | Ron Stanage                    | Maxwell Atoms                               | 2025. március 6.  | 2025. február 10.  |
| 62. | 22. | Chair Me Matey                     | Fotelkaland                        | Nathan Bulmer                  | Kevin Kramer                                | 2025. március 6.  | 2025. február 11.  |
| 63. | 23. | Choir Choir, Pants on Fire         | Dajkamese                          | Nathan Bulmer                  | Tyler Hendrix                               | 2025. március 6.  | 2025. február 11.  |
| 64. | 24. | Better Off Fred                    | Kopj le, Frédi!                    | Kaitlyn Graziano               | Jordan Morris                               | 2025. március 6.  | 2025. február 12.  |
| 65. | 25. | The Mountain Jumpers               | A nagy mutatvány                   | Kaitlyn Graziano               | Kevin Kramer                                | 2025. március 6.  | 2025. február 12.  |
| 66. | 26. | Jellystone! The Boardgame!         | Társasjáték                        | Ron Stanage                    | Kevin Kramer                                | 2025. március 6.  | 2025. február 13.  |
| 67. | 27. | The Floodgates of Love             | Szerelem-zsilip                    | Ron Stanage                    | Ben Gruber                                  | 2025. március 6.  | 2025. február 13.  |
| 68. | 28. | Jelly Robo Battle Royale           | Robotcsata                         | Nathan Bulmer                  | Jordan Morris                               | 2025. március 6.  | 2025. február 14.  |
| 69. | 29. | Third Wheelie                      | Potyabarát                         | Nathan Bulmer                  | Tyler Hendrix                               | 2025. március 6.  | 2025. február 14.  |
| 70. | 30. | The Jellystone Crumpler            | A Jellystone-i nyomorgató          | Kaitlyn Graziano               | Ron Stanage                                 | 2025. március 6.  | 2025. július 21.   |
| 71. | 31. | Turn Your Head and Trough          | Vályúhoz!                          | Kaitlyn Graziano               | Ben Gruber                                  | 2025. március 6.  | 2025. július 21.   |
| 72. | 32. | Kabong Along with Me               | Kagongozzunk együtt                | Ron Stanage                    | Ben Gruber                                  | 2025. március 6.  | 2025. július 22.   |
| 73. | 33. | Thundarr the Barber-barian         | Thundarr, A Bárber Barbár          | Ron Stanage                    | Ben Gruber                                  | 2025. március 6.  | 2025. július 23.   |
| 74. | 34. | Yogi Juice                         | Maci Dzsúz                         | Nathan Bulmer                  | Sam Lane                                    | 2025. március 6.  | 2025. július 24.   |
| 75. | 35. | Dr. Kabong, Professional Therapist | Dr. Kabong, a profi terapeuta      | Nathan Bulmer                  | Tyler Hendrix                               | 2025. március 6.  | 2025. július 25.   |
| 76. | 36. | Theme Work Makes the Dream Work    | Bevonulószámok                     | Maxwell Atoms                  | Jordan Morris                               | 2025. március 6.  | 2025. július 26.   |
| 77. | 37. | Marinara Madness                   | Marinara téboly                    | Maxwell Atoms                  | Kevin Kramer                                | 2025. március 6.  | 2025. július 27.   |

## Gyártás
A sorozat gyártása 2020 januárjában kezdődött. Az alkotó az Animation Magazine-nak adott interjúban elmondta, hogy a sorozat 2021-ben debütál.
Jeff Bergman elmondta, ő fogja szinkronizálni Maci Lacit.